# SUPERFLAT MONOGRAM
SUPERFLAT MONOGRAM（すーぱーふらっと・ものぐらむ）は、ルイ・ヴィトンの店頭プロモーション用短編アニメーション。2003年公開。
『デジモンアドベンチャー ぼくらのウォーゲーム!』に惚れこんだ村上隆の依頼により、同作の主要スタッフが再結集して制作された。

## ストーリー
ルイ・ヴィトン表参道店の前で待ち合わせをする少女。突然現れた自分にしか見えない謎の生物に携帯電話を奪われてしまう。怒る少女が謎の生物に飲み込まれると、その先にはモノグラム・マルチカラーの世界が広がっていた。

## スタッフ
- プロデュース：Kaikai Kiki、東映アニメーション
- エグゼクティブ・プロデュース：LVMH ルイ・ヴィトン
- 原案・クリエイティブディレクター・プロデューサー：村上隆
- プロデューサー：高城剛
- 監督：細田守
- キャラクターデザイン・作画監督：中鶴勝祥
- CGディレクター・編集：松浦義孝
- 美術監督：行信三
- 色彩デザイン：辻田邦夫
- 音楽：田中知之 (Fantastic Plastic Machine)
- 原画：山下高明、橋本敬史、志田直俊、山室直儀、中鶴勝祥